# Roquepertuse
L'Acropoli di Roquepertuse è un sito archeologico che sorge su un omonimo altipiano di circa mezzo ettaro, dominante la valle dell'Arc. Si trova vicino alla città di Velaux, a nord di Marsiglia e ad ovest di Aix-en-Provence, nella regione Provenza-Alpi-Costa Azzurra nella Francia meridionale. Nelle sue vicinanze sorge il sito di Entremont; entrambe le località sono attribuite al popolo celto-ligure dei Salluvi. Roquepertuse fu distrutto dai romani nel 124 a.C. e scoperto nel 1860. La maggior parte degli scavi furono eseguiti nel 1923 da Henri de Gérin-Ricard. 

## Primi ritrovamenti

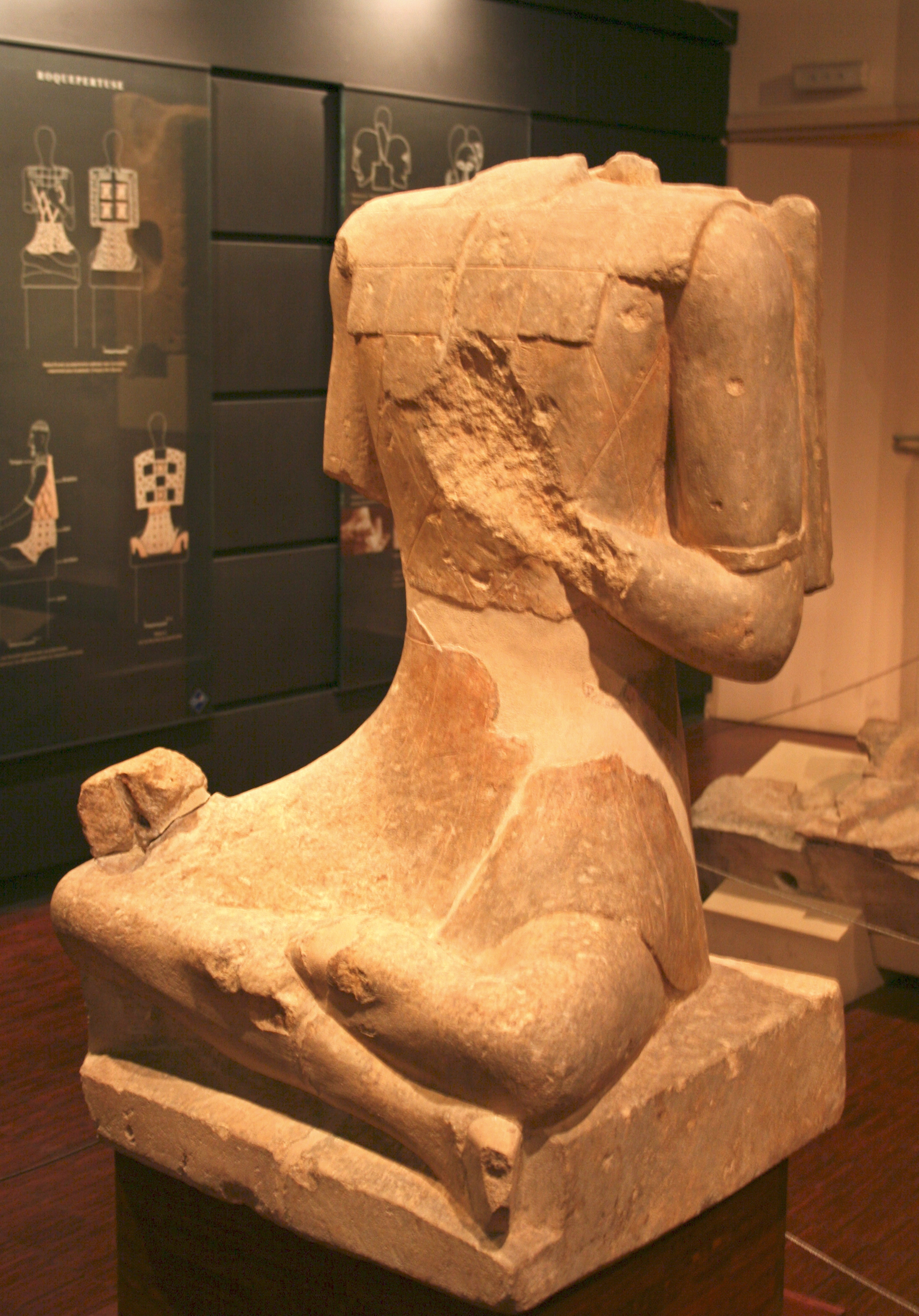
Guerriero seduto di Roquepertuse

La sua notorietà è dovuta all'antica scoperta di statue (due "guerrieri-eroi seduti a gambe incrociate", un uccello rapace, una testa bifronte) e frammenti di portici in pietra, che da tempo caratterizzano questo sito come un santuario appartenente alla tribù celto-ligure dei Salluvi. Le statue si distinguono per la loro unica posizione seduta, paragonabile alla posizione eretta e a gambe incrociate tipiche delle statue raffiguranti il Buddha .Dopo la scoperta per caso dei primi elementi scolpiti nel XIX secolo, dobbiamo i primi scavi al conte Henry de Gérin-Ricard. Fu quindi condotta una campagna di ricerca per un periodo di dieci anni, dal 1917 al 1927, che portò alla luce le strutture presto associate a un santuario. Quest'ultimo, attribuito alla cultura Celto-Ligure, fu datato per la prima volta alla vigilia della conquista romana. Ufficialmente, i ritrovamenti sono stati datati al III secolo a.C. L'epoca è stata stabilita sulla base dell'espansione celtica nell'area interessata, avvenuta nello stesso periodo. 
1. Una piattaforma di 50 m per 22 m pavimentata con pietre piatte tra cui un paio di lapidi riutilizzate, divise al centro da una scala fatta di grandi blocchi di pietra. I muri di pietra a sinistra e a destra delle scale formavano una terrazza, probabilmente una delle molte che erano originariamente appartenute al complesso.
2. Sulla piattaforma c'era quello che viene chiamato variamente un portale, o telaio di una porta, o portico con pilastri, di pietra calcarea. Le sue colonne avevano cavità in cui erano state collocate maschere di pietra umane e teschi umani. L'architrave era scolpito con le teste di quattro cavalli e decorazioni aggiuntive in vernice. Nella parte superiore dell'architrave c'era una statua in pietra calcarea di un uccello di 60 anni   cm per 60   cm che è stato chiamato un'oca, ma ora è ritenuto più probabile essere un rapace.
3. Una scultura androgina a doppia faccia di calcare (0,2 m di altezza e 30   cm).
4. Due statue di una figura seduta in posizione simile a un Buddha (0,62 m di altezza).

Le prime interpretazioni degli archeologi furono che questo era un santuario appartato. Le ultime scoperte, provenienti da vari studi multidisciplinari, suggeriscono che si trattava di un agglomerato di circa 0,5 ettari con un santuario a nord, nonché un baluardo di protezione. 
Il sito è importante in parte perché fornisce prove del "culto delle teste" celtico descritto nelle fonti greci e romani. 
Il vicino oppidum di Entremont, presenta caratteristiche simili avendo rilievi scolpiti di teste umane ed equine nonché nicchie in cui teschi presumibilmente di nemici uccisi venivano posizionati. 

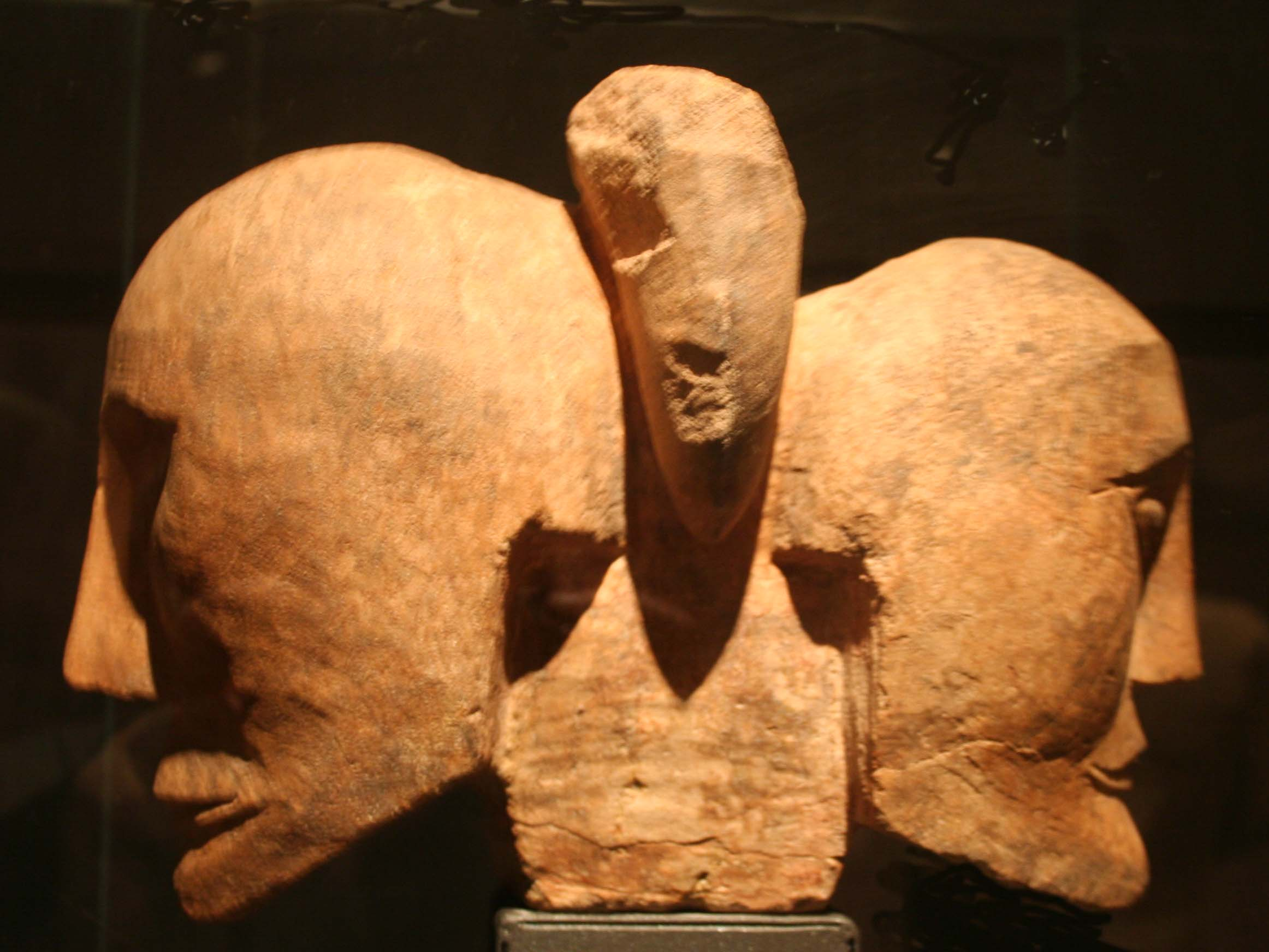
Scultura a due teste di Roquepertuse

## Analisi recenti
Una reinterpretazione dello stile dei guerrieri seduti (in particolare analizzando l'abbigliamento e le pose) ha portato gli archeologi a preferire un'origine più antica per queste statue, che risalirebbero al V o al VI secolo a.C., alla fine della prima età del ferro o all'inizio del periodo latino. 
Gli scavi condotti tra il 1989 e il 2002 hanno dimostrato che il sito, forse un santuario in origine, era un importante centro urbano nel III secolo. Questo "agglomerato", comprendente un oppidum sull'altopiano e un castelliere a sud, subì una prima violenta distruzione nel III secolo, prima di essere definitivamente abbandonato nel II secolo. In questo ultimo periodo l'uso o il riutilizzo delle statue non è chiaro.